# Asbjörn
Asbjörn ist ein schwedischer männlicher Vorname.

## Bedeutung und Varianten
Die ursprüngliche altnordische Form Ásbiǫrn ist abgeleitet von den Elementen AS (Gott) und BJÖRN (Bär). Von dieser Form leiten sich auch die dänische und norwegische Variante Asbjørn und die isländische Form Ásbjörn ab. Eine Variante des norwegischen Namens ist Espen.